# Herman Falk (politiker)
Herman Otto Falk, född 26 juli 1869 i Norra Råda, Värmland, död 24 december 1919 i Stockholm, var en svensk jurist och ämbetsman. Han var sonson till Herman Adolf Falk, son till Otto Falk och bror till Erik Falk.
Falk blev juris kandidat vid Lunds universitet 1894, tjänstgjorde sedan i och under Svea hovrätt samt i Kammarkollegium, 1898–1903 även som sekreterare hos flera riksdagsutskott, blev sekreterare hos Försäkringsinspektionen 1903 samt innehade därefter åtskilliga förordnanden inom lagstiftningsarbetet. År 1911 blev han ledamot i Justitiedepartementets lagavdelning och 1914 byråchef för lagärenden i samma departement; under tiden erhöll han fullmakt som revisionssekreterare (1911) och som häradshövding i Kinds och Redvägs domsaga (1914). 
Falk utnämndes till regeringsråd 1916. I Swartzska ministären (30 mars–19 oktober 1917) var han konsultativt statsråd. Efter ministärens avgång förordnades han att i den så kallade processkommissionen verkställa utredning om en rättegångsreform och utsågs 1919, kort före sin död, till kommissionens ordförande. Han utgav Om ideella föreningar, inledning till promemoria för föredragning... af förslag till lag om registrerade föreningar (1908).
Herman Falk är begravd på Norra Råda kyrkogård.

## Utmärkelser
- Riddare av Nordstjärneorden, 1909.[1]